# Ethel Cain
Hayden Silas Anhedönia (Tallahassee, 24 de marzo de 1998), conocida profesionalmente como Ethel Cain, es una cantante, compositora, productora discográfica y modelo estadounidense. Inspirada en la música cristiana y el canto gregoriano, es conocida por sus letras centradas en temas nostálgicos y góticos sureños, mientras que su música se ha asociado con los géneros ambient, indie rock y folk contemporáneo.
A mediados de 2017, comenzó a experimentar escribiendo, grabando y produciendo su propio estilo etéreo, inspirado en la música cristiana y los cantos gregorianos. Después de lanzar varios mixtapes y EP en plataformas de transmisión bajo el nombre de White Silas, así como en sitios como SoundCloud y Tumblr, adoptó un sonido más alternativo y comenzó a usar el nombre de Ethel Cain a mediados de 2019. Las letras de Cain se centran en temas nostálgicos y góticos sureños, como la pobreza, el abuso de sustancias, la violencia doméstica, la muerte y el trauma transgénero. Su música ha sido asociada con los géneros ambient, rock alternativo y dream pop.
En 2022, Cain lanzó su álbum de estudio debut, Preacher's Daughter.

## Primeros años de vida
Se crio en Perry, Florida, la mayor de cuatro hijos en una familia bautista del sur. Su padre era diácono y ella participó en el coro de la iglesia desde muy joven. A los ocho años, comenzó a estudiar piano clásico y sus primeras influencias musicales incluyeron a Karen Carpenter, Steve Miller Band y una variedad de música cristiana.
Se declaró gay con su familia a la edad de 12 años y dejó la iglesia a la edad de 16. En su cumpleaños número 20, se declaró públicamente como una mujer trans. Reflexionando sobre esto, Cain recordó: “Quedó claro para todos que yo no era como otras personas. Cada vez que comencé a desarrollarme, comencé a convertirme en una mujer trans. Éramos una casa dividida: era yo contra todo mi pueblo”.

## Carrera

### 2017-2019: inicios de carrera
En 2017, mientras consideraba inscribirse en la escuela de cine de la Universidad Estatal de Florida, comenzó a experimentar con la creación de música inspirada en coros con mucha reverberación en GarageBand. De 2017 a 2018, lanzó sus obras a un pequeño grupo de amigos y seguidores en Twitter e Instagram, bajo los nombres de White Silas y Atlas. En 2019, luego del lanzamiento de su sencillo debut como Ethel Cain, titulado 'Bruises', se conectó con la artista Nicole Dollanganger a través de las redes sociales, abriendo para Dollanganger en la gira 'Heart Shaped Bed' de la artista en Chicago.
En septiembre de 2019, lanzó una pequeña colección de canciones titulada Carpet Bed, su primera obra extendida bajo el apodo de Cain.

### 2020-2021:Inbred
En enero de 2020, después de la recomendación de Wicca Phase Springs Eternal, el rapero Lil Aaron descubrió a Cain. Mientras encabezaba un espectáculo con Edith Underground, Girlfiend y Lil Bo Weep en Los Ángeles, Aaron invitó a Cain a reunirse con la editorial Prescription Songs y firmó con ellos poco después. En agosto de 2020, Cain se mudó de Florida a una iglesia renovada en las afueras de Richmond, Indiana, donde terminaría de grabar su primer EP con Prescription Songs titulado Inbred . En febrero de 2021, Cain lanzó su primer sencillo bajo el nuevo contrato de publicación, titulado "Michelle Pfeiffer" con Lil Aaron. La canción se estrenó en Paper y apareció en Pitchfork,Billboard, Nylon, y The Fader. Un segundo sencillo, "Crush", siguió el 18 de marzo, y un tercero, "Unpunishable", se estrenó en Apple Music Radio 1 con Zane Lowe el 15 de abril de 2021. Inbred fue lanzado el 23 de abril de 2021. El EP explora Americana, ambient - folk y slowcore.

### 2022-presente:Preacher's Daughter
El 17 de marzo de 2022, lanzó el sencillo "Gibson Girl", anunciando posteriormente su álbum debut Preacher's Daughter, lanzado el 12 de mayo de 2022. Cain lanzó los sencillos "Strangers" el 7 de abril y "American Teenager" el 21 de abril, este último recibió un video musical el 21 de julio. El álbum fue lanzado a través de su propio sello Daughters of Cain y presenta trece canciones. En apoyo del álbum, Cain se embarcó en el Freezer Bride Tour en 2022 y el Blood Stained Blonde Tour en 2023.

## Vida personal
Reflexionando sobre su educación religiosa en una entrevista de 2021, Cain comentó que todavía se considera bautista del sur: "Me guste o no, Dios siempre ha sido y siempre será una gran parte de mi vida. Ya sea que esté siendo utilizado como una figura reconfortante o una amenaza, siempre he estado rodeada por eso. No es realmente algo de lo que puedas alejarte".
Elaboró en una publicación de Tumblr de 2022 que no se considera cristiana, ni como alguien a quien le importe la religión. Sin embargo, "todavía se rige por los valores en los que fue criada".
Cain es bisexual y autista.

## Discografía

### Álbumes de estudio
| Título              | Detalles del álbum |
| ------------------- | --- |
| Preacher's Daughter | - Lanzamiento: 12 de mayo de 2022 - Discográfica: Daughters of Cain Records, AWAL - Formato: Descarga digital, streaming |

### Singles
| Título                                                                               | Año  | Álbum               |
| ------------------------------------------------------------------------------------ | ---- | ------------------- |
| "Michelle Pfeiffer" (featuring Lil Aaron)                                            | 2021 | Inbred              |
| "Crush"                                                                              | 2021 | Inbred              |
| "Unpunishable"                                                                       | 2021 | Inbred              |
| " Everytime " (Spotify Singles)                                                      | 2022 |                     |
| "Gibson Girl"                                                                        | 2022 | Preacher's Daughter |
| "Strangers"                                                                          | 2022 | Preacher's Daughter |
| "American Teenager"                                                                  | 2022 | Preacher's Daughter |
| "famous last words (an ode to eaters)"                                               | 2022 |                     |
| " Morning Elvis " (en vivo en el Denver Ball Arena ) (with Florence and the Machine) | 2022 |                     |

### Videos musicales
| Título                                                  | Año  | Director                           |
| ------------------------------------------------------- | ---- | ---------------------------------- |
| "Fear No Plague"                                        | 2021 | Hayden Anhedönia y Salem Anhedönia |
| "God's Country" (featuring Wicca Phase Springs Eternal) | 2021 | Hayden Anhedönia                   |
| "Crush"                                                 | 2021 | Hayden Anhedönia                   |
| "Crush" (stripped)                                      | 2021 | Hayden Anhedönia                   |
| "American Teenager"                                     | 2022 | Hayden Anhedönia                   |

## Giras de conciertos
- The Freezer Bride Tour (2022)[19]
- Blood Stained Blonde Tour (2023)[20]
- The Childish Behavior Tour (2024)